# 松山外環状道路
松山外環状道路（まつやまそとかんじょうどうろ）とは、国道11号、国道33号、国道56号、国道437号、国道196号を結ぶ整備中の環状道路（地域高規格道路）である。

## 整備効果
松山外環状道路は慢性的な渋滞がみられる松山環状線（1日に約7万台が通行）の外側に位置し、松山空港や松山港といった地域開発拠点を結び、同時に松山自動車道松山ICや伊予・松山港連絡道路と接続するため、飽和状態に達した松山市内の渋滞解消はもちろん、松山市外域からのアクセス改善効果も期待される。
開通前は、松山空港の最寄りICである松山ICから空港までの所要時間は30分であり、これは全国の拠点的な空港でワースト3に入るアクセスの悪さであったが、インター線と空港線の整備により松山ICからの所要時間は6分となり、現在35分かかっている松山ICから三津浜港の所要時間は9分となるなど、アクセス性が劇的に改善される。また混雑緩和によりCO2排出量が年間8,300トン削減される見込みである。

## 規格
自動車専用道路部は国土交通省が管轄し、片側2車線。一般道路部は国土交通省、愛媛県、松山市が管理し、片側1車線。車道、停車帯、自転車、歩行者道路からなる。

### 一般国道33号松山外環状道路インター東線
- 起点 : 松山市北土居
- 終点 : 松山市来住町
- 総延長 : 2.0 km
- 総幅員 : 60 m
- 道路規格 : 第2種第1級（自動車専用道路部）、第4種第1級（一般部）
- 設計速度 : 80 km/h（自動車専用道路部）、40 km/h（一般部）
- 車線数 : 片側2車線（自動車専用道路部）、片側1車線（一般部）

### 一般国道33号松山外環状道路インター線
- 起点 : 松山市北土居町
- 終点 : 松山市余戸南
- 総延長 : 4.8 km
- 総幅員 : 60 m
- 道路規格 : 第2種第1級（自動車専用道路部）、第4種第1級（一般部）
- 設計速度 : 80 km/h（自動車専用道路部）、60 km/h（一般部）
- 車線数 : 片側2車線（自動車専用道路部）、片側1車線（一般部）

### 一般国道56号松山外環状道路空港線
- 起点 : 松山市余戸南
- 終点 : 松山市北吉田町
- 総延長 : 3.8 km
- 総幅員 : 40 m
- 道路規格 : 第2種第2級（自動車専用道路部）、第4種第2級（一般部）
- 設計速度 : 60 km/h（自動車専用道路部）、40 km/h（一般部）
- 車線数 : 片側2車線（自動車専用道路部）、片側1車線（一般部）

## 沿革

### インター東線（国道11号 - 国道33号間）
- 1991年（平成3年） 3月: 都市計画決定
- 1994年（平成6年）12月16日 : 計画路線指定
- 1998年（平成10年）12月18日 : 調査区間指定
- 2003年（平成15年）9月：都市計画変更
- 2017年（平成29年）11月：都市計画変更
- 2018年（平成30年）新規事業化

### インター線 （国道33号 - 国道56号間）
- 1991年（平成3年） : 都市計画決定
- 1994年（平成6年）12月16日 : 計画路線指定
- 1997年（平成9年）2月26日 : 松山自動車道 松山IC開設にあわせて国道33号までの500 m区間が暫定開通
- 1998年（平成10年）12月18日 : 調査区間指定
- 2000年（平成12年）12月20日 : 整備区間指定
- 2001年（平成13年） : 新規着工準備区間指定
- 2005年（平成17年） : 用地買収開始
- 2008年（平成20年） : 着工
- 2012年（平成24年）3月30日 : 一般道路部 街路来住余戸線 松山市古川南3丁目地内 暫定開通 （300 m、2車線）[注釈 1][4][5]
- 2013年（平成25年）6月28日 : 一般道路部 一般県道久米垣生線 松山市北井門町 - 松山市古川南 間開通 （1.3 km、2車線）[6][7]
- 2013年（平成25年）10月2日 : 自動車専用部のIC・JCT名称が発表される[8]
- 2014年（平成26年）3月16日 : 自動車専用部 井門IC - 古川IC 間開通 （1.2 km、暫定2車線）[9]
- 2015年（平成27年）3月21日 : 自動車専用部 市坪IC - 余戸南IC 間1.8 kmが開通[10][11] （暫定2車線[12]）
- 2016年（平成28年）12月10日 : 自動車専用部 古川IC - 市坪IC 間開通 （1.8 km、暫定2車線）これにより、インター線自動車専用部が全通[13]
- 2023年（令和5年）1月31日 : 一般道路部 松山市古川西 - 古川南 間（0.459 km、2車線）これにより、インター線一般道路部が全通[14]

### 空港線 （国道56号 - 県道 (新) 松山空港線間）
- 1994年（平成6年）12月16日 : 計画路線指定
- 1999年（平成11年）12月17日 : 調査区間指定
- 2008年（平成20年）3月31日 : 都市計画決定
- 2009年（平成21年）11月21日 : 事業認可告示
- 2010年（平成22年） : 用地買収開始
- 2017年（平成29年）9月18日 : 一般道路部 余戸南IC - 東垣生ICが開通[15]
- 2022年（令和4年）12月14日 : 余戸南IC、東垣生IC、南吉田IC、松山空港ICのIC名称が正式決定[16]
- 2024年（令和6年）2月24日 : 自動車専用部 余戸南IC - 東垣生IC （2.4 km、暫定2車線）が開通[17]

### 路線名未定 （県道 (新) 松山空港線 - 国道196号間）
- 1994年（平成6年）12月16日 : 計画路線指定
- 1999年（平成11年）12月17日 : 調査区間指定

## 構成・接続する道路
- 種別欄の背景色が■である施設は開通区間に、施設名欄の背景色が■である施設は未開通区間または未供用施設に該当する。また、未開通区間及び未供用施設の名称は仮称である（インター線および空港線を除く）。

| 自動車専用道路部                  | 自動車専用道路部                                          | 自動車専用道路部                | 自動車専用道路部                                            | 一般道路部                                     |
| ランプ名                          | 接続路線                                                  | 起点 から                       | 備考                                                        | 路線名                                         |
| 国道317号方面からの接続構想あり   | 国道317号方面からの接続構想あり                           | 国道317号方面からの接続構想あり | 国道317号方面からの接続構想あり                             | 国道317号方面からの接続構想あり                |
| 松山外環状道路インター東線        | 松山外環状道路インター東線                                | 松山外環状道路インター東線      | 松山外環状道路インター東線                                  | 松山外環状道路インター東線                     |
| --------------------------------- | --------------------------------------------------------- | ------------------------------- | ----------------------------------------------------------- | ---------------------------------------------- |
|                                   | 国道11号                                                  | 0.0 km                          | 国道11号 - 来住IC間の 本線は一般道路として整備              | 市道久米241号線                                |
| 来住IC                            |                                                           | ? km                            | 国道33号方面のみ                                            | 市道久米241号線                                |
| 北土居IC                          |                                                           | ? km                            | 国道11号方面のみ                                            | 国道33号 松山外環状道路インター東線            |
|                                   | 国道33号                                                  | ? km                            |                                                             | 国道33号 松山外環状道路インター東線            |
| 井門IC                            |                                                           | 2.0 km                          | 国道11号方面のみ                                            | 国道33号 松山外環状道路インター東線            |
| 松山外環状道路インター線          |                                                           |                                 |                                                             |                                                |
| 井門IC                            | 国道33号                                                  | 0.0 km                          | 国道56号方面のみ                                            | 国道33号 松山外環状道路インター線 （暫定整備） |
| 松山JCT                           | E11 / E56 松山自動車道 松山IC                             | 0.5 km                          | 国道56号方面のみ 松山ICへの接続は3階層の ジャンクション構造 | 国道33号 松山外環状道路インター線 （暫定整備） |
| 古川IC                            | 市道千舟町古川線                                          | 1.2 km                          |                                                             | 愛媛県道190号久米垣生線                        |
| 市坪IC                            | 愛媛県道22号伊予松山港線                                  | 3.0 km                          |                                                             | 街路来住余戸線（県・市）                       |
| 余戸南IC                          | 国道56号                                                  | 4.8 km                          | 国道33号方面のみ                                            | 市道松山外環状線                               |
| 国道33号 松山外環状道路インター線 | 国道56号                                                  | 4.8 km                          | 国道33号方面のみ                                            |                                                |
| 松山外環状道路空港線              |                                                           |                                 |                                                             |                                                |
| 余戸南IC                          | 国道56号 愛媛県道326号松山松前伊予線                      | 0.0 km                          | 松山空港方面のみ                                            | 国道56号 松山外環状道路空港線                  |
| 余戸南IC                          | 国道56号 愛媛県道326号松山松前伊予線                      | 0.0 km                          | 松山空港方面のみ                                            | 愛媛県道190号久米垣生線                        |
| 余戸南IC                          | 国道56号 愛媛県道326号松山松前伊予線                      | 0.0 km                          | 松山空港方面のみ                                            | 市道松山外環状道路空港線                       |
| 東垣生IC                          | この付近のジャンクションで 伊予・松山港連絡道路と接続予定 | 2.4 km                          | 国道56号方面のみ                                            | 街路余戸北吉田線（市）                         |
| 南吉田IC                          | 愛媛県道22号伊予松山港線                                  | ? km                            | 松山空港方面のみ                                            | 街路余戸北吉田線（県）                         |
| 松山空港IC                        | 愛媛県道18号松山空港線 市道三津北吉田線                   | 3.8 km                          | 国道56号方面のみ                                            | 街路余戸北吉田線（県）                         |
| 路線名未定                        |                                                           |                                 |                                                             |                                                |
|                                   | 国道196号                                                 | 20 km                           | 地域高規格道路調査区間                                      | 未定                                           |
| 国道317号方面への接続構想あり     |                                                           |                                 |                                                             |                                                |

## 橋梁など

### インター線
- 北井門高架橋
- 松山JCT高架橋
- 井門高架橋
- 内川第1橋 (38 m)
- 内川第2橋梁
- 古川高架橋
- 松山中央公園高架橋
- 石手川橋梁
- 余戸南高架橋

## 画像

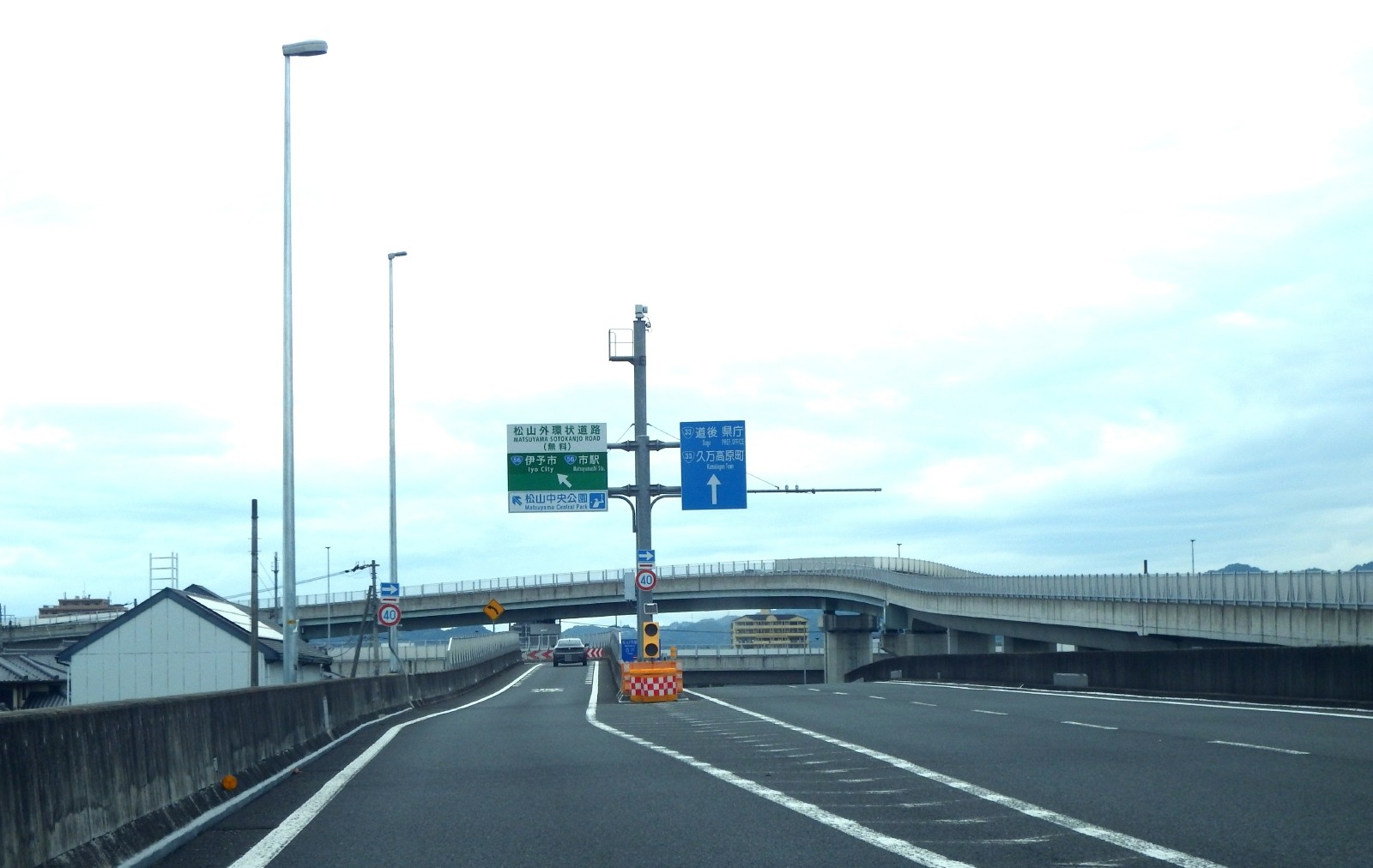
松山JC 本線下り
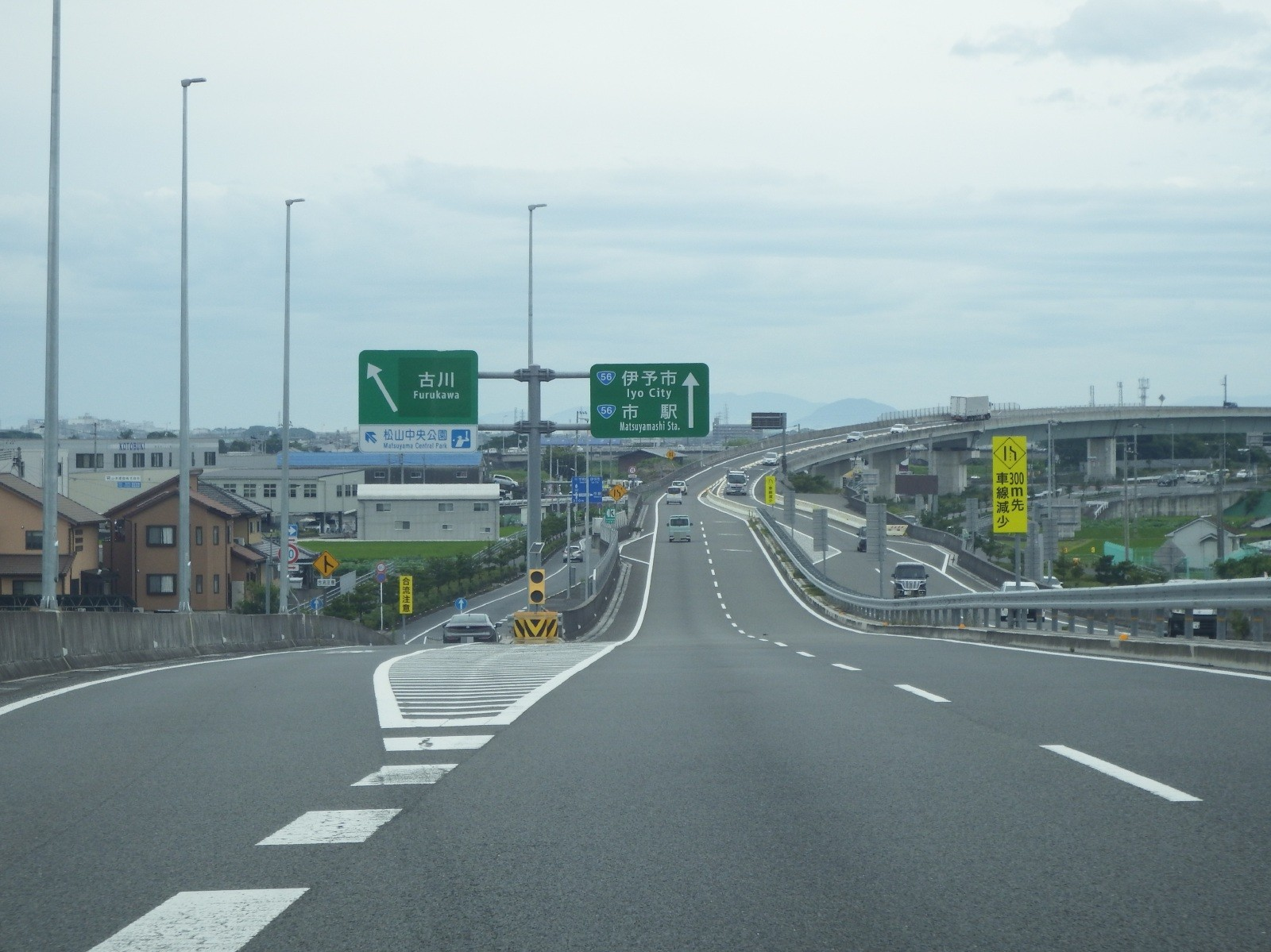
古川IC 本線下り
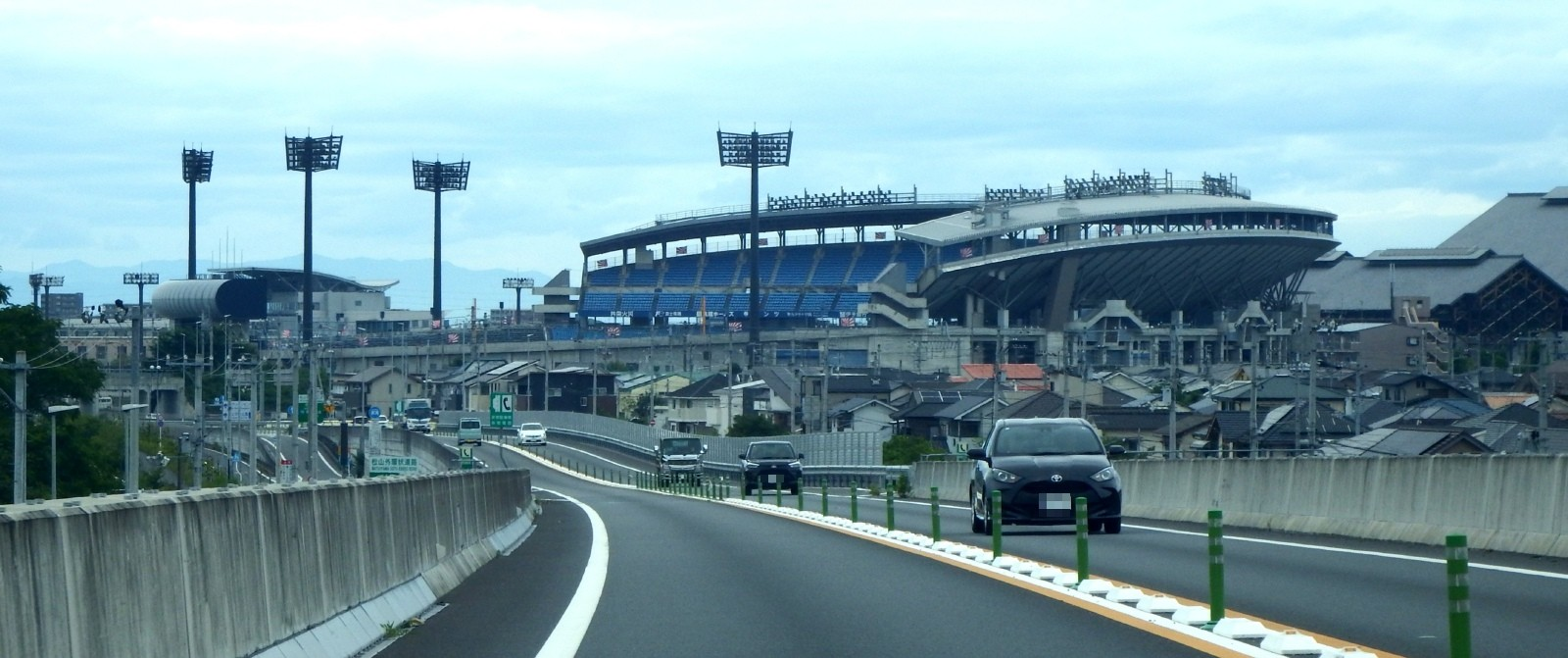
市坪IC 本線下り
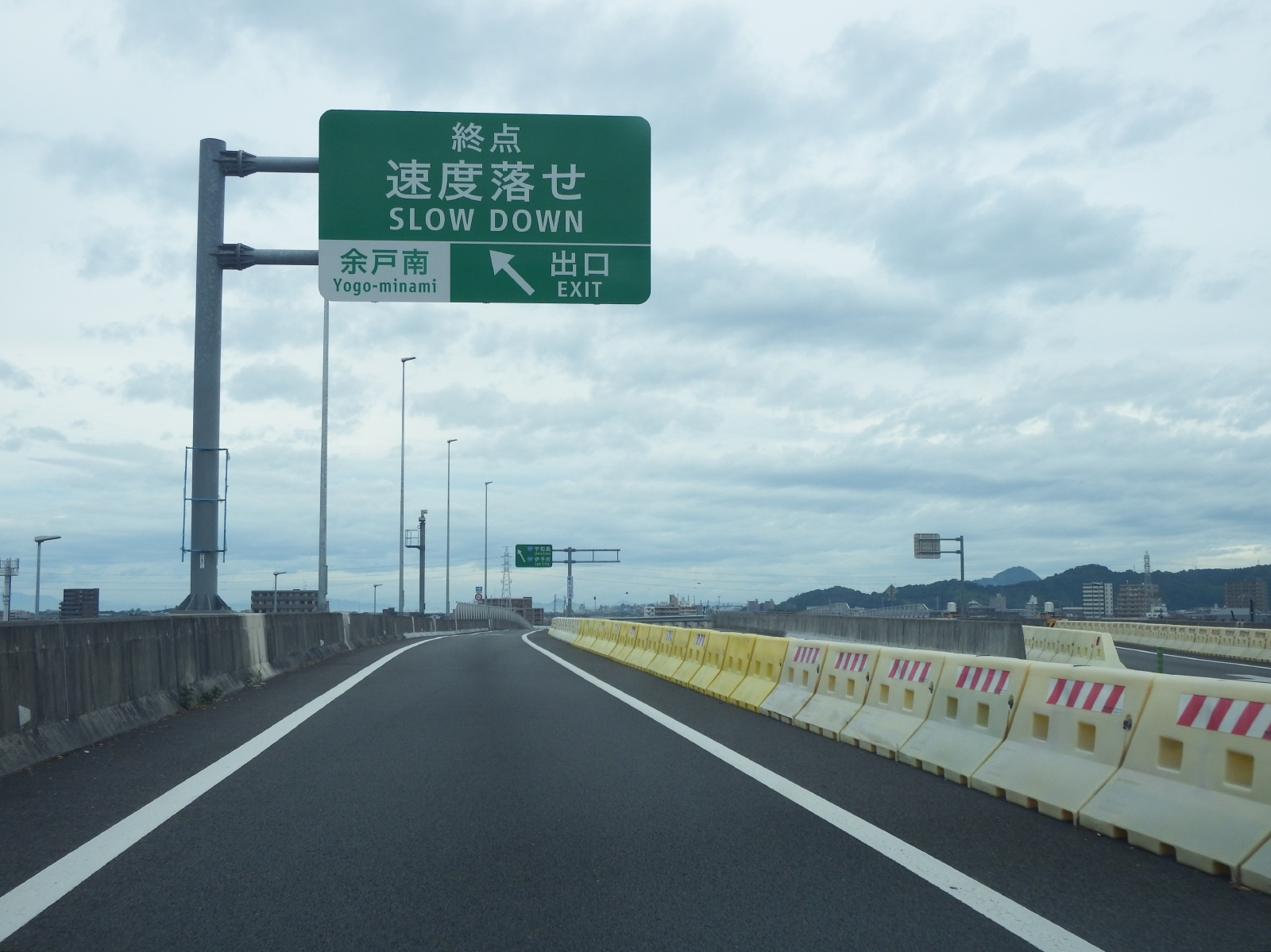
余戸南IC 本線下り
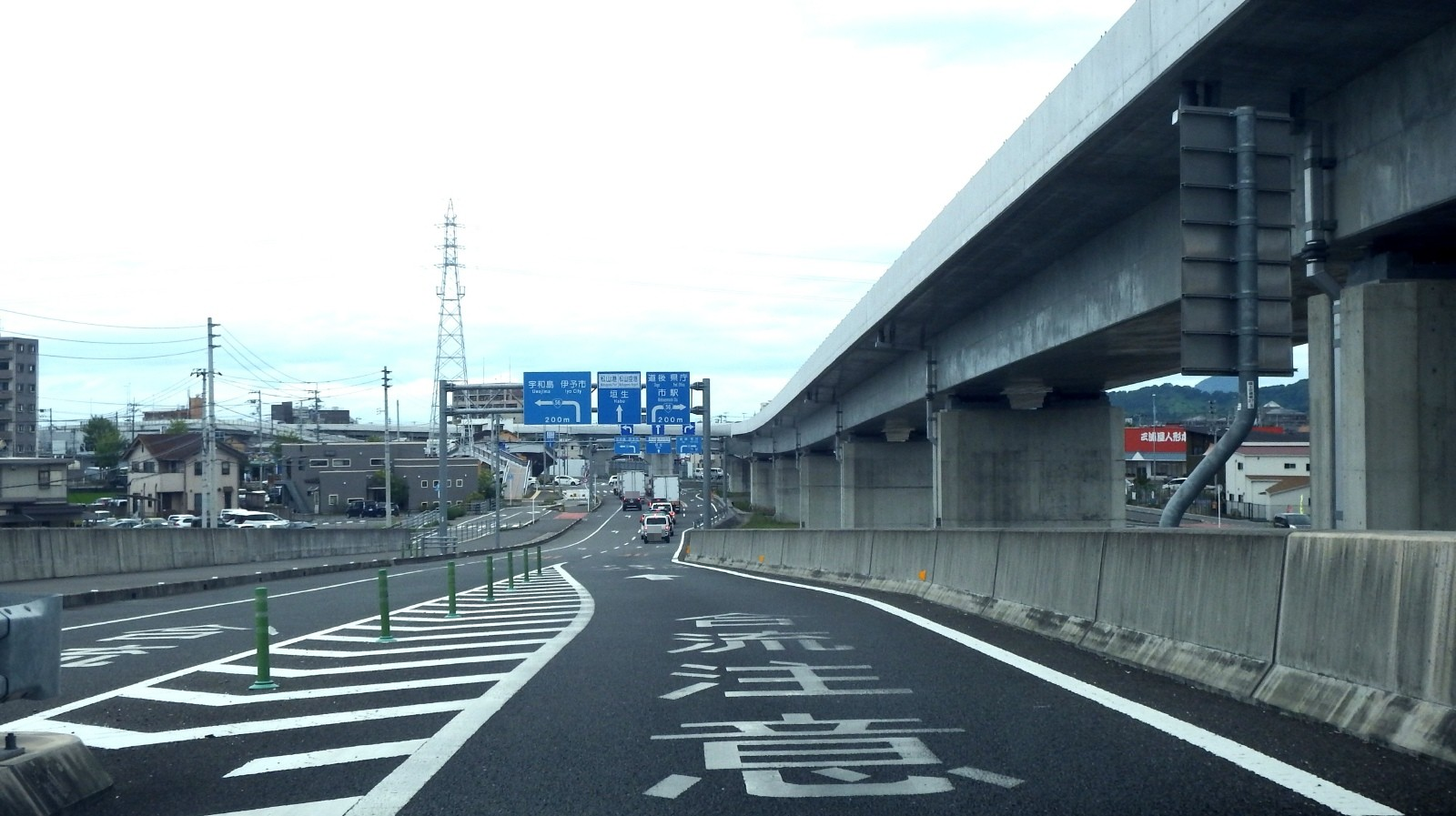
余戸南IC 国道交差点